# Caridina prashadi
Caridina prashadi е вид десетоного от семейство Atyidae. Видът не е застрашен от изчезване.

## Разпространение и местообитание
Разпространен е в Индия (Андамански острови) и Япония.
Обитава сладководни и полусолени басейни, реки и потоци.